# بيت صالح عبود (ذي السفال)

تعديل مصدري - تعديل

بيت صالح عبود محلة تابعة لقرية المشرعة، التابعة لعزلة وادي ضباء بمديرية ذي السفال إحدى مديريات محافظة إب في الجمهورية اليمنية، بلغ تعداد سكانها 102 حسب تعداد اليمن لعام 2004.